# Los Borgia
Los Borgia (I Borgia) è un film del 2006 diretto da Antonio Hernández.
Il film è una coproduzione Spagna-Italia.

## Trama
Alessandro VI viene eletto Papa in presenza dei suoi figli Cesare, detto il Valentino, Juan, Jofré e Lucrezia e dell'amante Giulia Farnese. Il Papa ritiene che la sua elezione segni un momento di svolta per la sua famiglia, che potrà finalmente liberarsi dello status di straniera e dimostrare il proprio valore realizzando le sue ambizioni.
Con la morte misteriosa di Juan, sulla quale serpeggia il sospetto della colpevolezza di Cesare, le carte in tavola cambiano: il Valentino lascia l'abito da cardinale prendendo in mano l'esercito papale ed il destino della sorella, il cui secondo amatissimo marito Alfonso d'Aragona viene ucciso su suo ordine per motivi politici.
Lacerata tra l'amore per Alfonso e quello per il fratello, Lucrezia si sposa con il figlio del duca di Ferrara, lasciando per sempre Roma e tagliando i rapporti con il Valentino. Cesare viene ucciso, ormai abbandonato da tutti dopo la morte di Alessandro VI; il suo rivale di sempre Giuliano della Rovere sale al soglio pontificio.